# Georg Zimmermann
Georg Zimmermann (* 11. října 1997) je německý profesionální silniční cyklista jezdící za UCI WorldTeam Intermarché–Wanty.

## Kariéra
V srpnu 2019 se do zbytku sezóny Zimmermann připojil k UCI WorldTeamu CCC Team jako stážista předtím, než se od roku 2020 stal stálým jezdcem. V říjnu 2020 byl jmenován na startovní listině Vuelty a España 2020.
Před sezónou 2021 podepsal Zimmermann dvouletou smlouvu s UCI WorldTeamem Intermarché–Wanty–Gobert Matériaux, který převzal licenci jeho předchozího týmu. V červnu 2023 vyhrál Zimmermann z úniku šestou etapu Critéria du Dauphiné 2023, když v cíli přesprintoval Mathieu Burgaudeaua.

## Hlavní výsledky
2014
vítěz Main-Spessart-Rundfahrt
2015
Národní šampionát
2. místo silniční závod juniorů
GP Général Patton
2. místo celkově
 vítěz bodovací soutěže
2. místo Main-Spessart-Rundfahrt
Oberösterreich Juniorenrundfahrt
6. místo celkově
vítěz 1. etapy
Giro della Lunigiana
10. místo celkově
2018
Giro della Friuli Venezia Giulia
vítěz 3. etapy
3. místo Raiffeisen Grand Prix
Mistrovství Evropy
7. místo silniční závod do 23 let
7. místo Giro del Belvedere
2019
Kolem Rakouska
 vítěz vrchařské soutěže
vítěz Trofeo Piva
vítěz Coppa della Pace
Tour de l'Avenir
5. místo celkově
Národní šampionát
5. místo silniční závod
Tour of Antalya
8. místo celkově
2020
Étoile de Bessèges
 vítěz vrchařské soutěže
Národní šampionát
4. místo silniční závod
2021
Národní šampionát
3. místo silniční závod
Deutschland Tour
5. místo celkově
 vítěz soutěže mladých jezdců
Tour de l'Ain
7. místo celkově
vítěz 2. etapy
7. místo Trofeo Serra de Tramuntana
8. místo Trofeo Andratx – Mirador d’Es Colomer
2022
3. místo Giro dell'Appennino
Deutschland Tour
4. místo celkově
 vítěz soutěže mladých jezdců
5. místo Grosser Preis des Kantons Aargau
7. místo Grand Prix La Marseillaise
2023
Critérium du Dauphiné
vítěz 6. etapy
5. místo Japan Cup
6. místo Gran Piemonte
7. místo Eschborn–Frankfurt
7. místo La Drôme Classic
7. místo Memorial Marco Pantani
7. místo Circuit Franco–Belge
8. místo Clásica Jaén Paraíso Interior
10. místo Trofeo Laigueglia
10. místo Giro della Toscana
2024
3. místo Cadel Evans Great Ocean Road Race

### Výsledky na Grand Tours
| Grand Tour      | 2020 | 2021 | 2022 | 2023 | 2024 |
| --------------- | ---- | ---- | ---- | ---- | ---- |
| Giro d'Italia   | —    | —    | —    | —    | —    |
| Tour de France  | —    | 80   | 43   | 47   | 77   |
| Vuelta a España | 21   | —    | —    | —    |      |

| —   | Nezúčastnil se |
| DNF | Nedokončil     |